# Massa AquaFlow
Massa AquaFlow（マッサ アクアフロウ、1978年1月17日 - ）は日本のグラフィックデザイナー、グラフィックアーティスト。

## 来歴・人物
2003年に沖縄県に移住し、以降沖縄県に拠点を置いて活動している。
手描きのタイポグラフィ（文字組）を主体にグラフィックを作り上げる。ジャマイカのレゲエポスターや浮世絵、19世紀末から20世紀初頭のヨーロッパで作られたポスターに影響を受けているという。
2019年には、イギリスのレゲエレーベルのPressure Soundsがプロデュースした、ジャマイカの音楽プロデューサーハーマン・チン・ロイの功績を讃えた5枚のメガレア級の7インチを収録した7inchレコードBOXセットでアートワークを担当した。
2021年に沖縄県の比嘉酒造が泡盛残波公式アンバサダー照屋健太郎氏が主宰するメッセージブランドLIBERTY FORCEとコラボした泡盛のボトルデザインを担当した。